# No Home
No Home (집이 없어?, Jib-i eobs-eoLR) è un manhwa sudcoreano pubblicato come webtoon, scritto e illustrato da Wanan. È stato serializzato tramite la piattaforma della Naver Corporation, Naver Webtoon, dal dicembre 2018 al settembre 2024. Il manhwa è stato poi adattato in una serie animata nel novembre 2024.

## Media

### Manhwa
Wanan ha lanciato No Home sulla piattaforma webtoon della Naver Corporation il 31 dicembre 2018- La serie è terminata il 9 settembre 2024, col suo 269º capitolo.

### Serie TV
Un adattamento animato del manhwa, realizzato da Studio Lico, è stato trasmesso su Laftel dal 1º novembre al 15 novembre 2024.

## Accoglienza
Il webtoon è stato elogiato come un'opera monumentale che ha lasciato il segno, vincendo premi ai Korea Contents Awards del 2022 e al Korea Comic Critics Exhibition del 2023.